# Auneau
Auneau és un municipi francès, situat al departament de l'Eure i Loir i a la regió de Centre – Vall del Loira. L'any 2007 tenia 4.007 habitants.

## Demografia

### Població
El 2007 la població de fet d'Auneau era de 4.007 persones. Hi havia 1.600 famílies, de les quals 484 eren unipersonals (232 homes vivint sols i 252 dones vivint soles), 420 parelles sense fills, 532 parelles amb fills i 164 famílies monoparentals amb fills.
La població ha evolucionat segons el següent gràfic:
Habitants censats

### Habitatges
El 2007 hi havia 1.807 habitatges, 1.630 eren l'habitatge principal de la família, 49 eren segones residències i 128 estaven desocupats. 1.101 eren cases i 696 eren apartaments. Dels 1.630 habitatges principals, 848 estaven ocupats pels seus propietaris, 747 estaven llogats i ocupats pels llogaters i 35 estaven cedits a títol gratuït; 61 tenien una cambra, 235 en tenien dues, 365 en tenien tres, 395 en tenien quatre i 574 en tenien cinc o més. 1.117 habitatges disposaven pel capbaix d'una plaça de pàrquing. A 797 habitatges hi havia un automòbil i a 584 n'hi havia dos o més.

### Piràmide de població
La piràmide de població per edats i sexe el 2009 era:
| Homes | Edats   | Dones |
| ----- | ------- | ----- |
| 0     | 95 o +  | 10    |
| 14    | 90 a 94 | 17    |
| 20    | 85 a 89 | 52    |
| 16    | 80 a 84 | 28    |
| 40    | 75 a 79 | 58    |
| 43    | 70 a 74 | 55    |
| 74    | 65 a 69 | 66    |
| 55    | 60 a 64 | 54    |
| 98    | 55 a 59 | 86    |
| 145   | 50 a 54 | 116   |
| 101   | 45 a 49 | 132   |
| 146   | 40 a 44 | 106   |
| 140   | 35 a 39 | 151   |
| 168   | 30 a 34 | 145   |
| 179   | 25 a 29 | 160   |
| 112   | 20 a 24 | 116   |
| 111   | 15 a 19 | 133   |
| 192   | 10 a 14 | 136   |
| 155   | 5 a 9   | 157   |
| 113   | 0 a 4   | 142   |

## Economia
El 2007 la població en edat de treballar era de 2.607 persones, 2.035 eren actives i 572 eren inactives. De les 2.035 persones actives 1.812 estaven ocupades (976 homes i 836 dones) i 223 estaven aturades (95 homes i 128 dones). De les 572 persones inactives 181 estaven jubilades, 191 estaven estudiant i 200 estaven classificades com a «altres inactius».

### Ingressos
El 2009 a Auneau hi havia 1.664 unitats fiscals que integraven 4.124 persones, la mediana anual d'ingressos fiscals per persona era de 18.873 €.

### Activitats econòmiques
Dels 232 establiments que hi havia el 2007, 1 era d'una empresa extractiva, 6 d'empreses alimentàries, 2 d'empreses de fabricació de material elèctric, 11 d'empreses de fabricació d'altres productes industrials, 26 d'empreses de construcció, 54 d'empreses de comerç i reparació d'automòbils, 15 d'empreses de transport, 10 d'empreses d'hostatgeria i restauració, 2 d'empreses d'informació i comunicació, 22 d'empreses financeres, 16 d'empreses immobiliàries, 24 d'empreses de serveis, 30 d'entitats de l'administració pública i 13 d'empreses classificades com a «altres activitats de serveis».
Dels 59 establiments de servei als particulars que hi havia el 2009, 1 era una oficina d'administració d'Hisenda pública, 1 gendarmeria, 1 oficina de correu, 6 oficines bancàries, 1 funerària, 7 tallers de reparació d'automòbils i de material agrícola, 1 taller d'inspecció tècnica de vehicles, 1 autoescola, 3 paletes, 2 guixaires pintors, 2 fusteries, 7 lampisteries, 1 electricista, 3 empreses de construcció, 4 perruqueries, 1 veterinari, 7 restaurants, 7 agències immobiliàries, 1 tintoreria i 2 salons de bellesa.
Dels 24 establiments comercials que hi havia el 2009, 4 eren supermercats, 1 un supermercat, 1 una gran superfície de material de bricolatge, 1 una botiga de més de 120 m², 4 fleques, 3 carnisseries, 2 botigues de roba, 1 una botiga d'equipament de la llar, 2 botigues d'electrodomèstics, 2 botigues de material esportiu, 1 una perfumeria i 2 floristeries.
L'any 2000 a Auneau hi havia 15 explotacions agrícoles que ocupaven un total de 1.130 hectàrees.

## Equipaments sanitaris i escolars
El 2009 hi havia 2 farmàcies i 2 ambulàncies.
El 2009 hi havia 1 escola maternal i 3 escoles elementals. Auneau disposava de 2 col·legis d'educació secundària amb 879 alumnes.

## Poblacions més properes
El següent diagrama mostra les poblacions més properes.